# Yvonne Okoro
 Chinyere Yvonne Okoro es una actriz ghanesa. Recibió el premio a la mejor actriz en los Ghana Movie Awards en 2010 y fue nominada en dos oportunidades en los Premios de la Academia del Cine Africano en la misma categoría en 2011 y 2012 por las películas Pool Party y Single Six. Ha recibido además cuatro Africa Magic Viewers Choice Award y en 2012 fue condecorada en los Premios de la Excelencia de Nigeria.

## Primeros años
Okoro es hija de padre nigeriano y madre ghanesa. Desde su infancia empezó a demostrar interés por la actuación. Más tarde obtuvo un grado en artes dramáticos en la Universidad de Ghana. Tras su graduación viajó a Francia para estudiar drama en la Universidad de Nantes.

## Carrera
Hizo su debut en el cine en la película Sticking to the Promise en 2002, cinta producida por el nigeriano Theo Akatugba. Acto seguido realizó una pequeña aparición en la popular serie de televisión Tentacles del mismo productor, para Point Blank Media Concepts. A partir de entonces ha aparecido en más de 30 producciones de cine y televisión, tanto en su país como en Nigeria.

## Filmografía
- Queen Lateefah
- Mother's love
- Beyonce: The President’s Daughter
- The Return Of Beyonce
- The President’s Daughter
- Desperate To Survive
- The Game
- Agony Of Christ
- Royal Battle
- Queen Of Dreams
- ‘Le Hotelier’ in France
- Pool Party
- Sticking to the promise
- Single Six
- Why Marry
- Best Friends (Three can play)
- Blood is Thick
- Four Play
- Four Play reloaded
- Forbidden City
- Contract
- I Broke my Heart
- Adams Apples
- Crime
- Ghana Must Go[6]
- Rebecca